# Amsterdam (Afrique du Sud)
Pour les articles homonymes, voir Amsterdam (homonymie).
Amsterdam, officiellement eMvelo, est une petite ville située dans la municipalité locale de Mkhondo, dans la province du Mpumalanga en Afrique du Sud. 

## Géographie
Amsterdam possède une forte population de Swazi en raison de sa proximité avec la frontière avec le Swaziland qui est relativement proche de la région. La ville est située à environ 77 km à l’est d’Ermelo. Il y a de grandes plantations d'eucalyptus, de pins et d'acacias dans la région. La ville se vante également d’être une communauté paisible avec une culture et un patrimoine riches.

## Histoire
Faisant partie d’une colonie écossaise établie par Alexander McCorkindale en 1868, elle fut proclamée ville en juin 1881. D’abord appelée Roburnia, en l’honneur du poète écossais Robert Burns, le nom a été changé le 5 juillet 1882 en Amsterdam, d’après la ville néerlandaise où était né le secrétaire d’État, Eduard Bok, et par gratitude pour le soutien néerlandais pendant la première guerre anglo-boer (1880-1881).